# 有本義明
有本 義明（ありもと よしあき、1931年6月1日 - ）は、兵庫県芦屋市出身のスポーツライター・解説者、野球監督。
現在はスポーツニッポン特別編集委員。

## 来歴・人物
父・臣次は育英商から関西大を出て野球に親しみ、西宮市出身で甲陽中にも在籍した天知俊一と一緒の写真もあった。有本が幼い頃にキャッチボールすると「ちゃんと捕れるじゃないか」と喜んでくれた。
1945年8月15日の終戦後、9月に新学期を迎えると、当時芦屋中2年生の有本は剣道部に入部。小学生時代から壁当てや天井投げをして野球に親しんでいたが、野球部はなかった。芦屋中進学は甲南中受験に失敗したからであり、この時も西脇の疎開先で転校手続きに入っていた。そんな折、10月に校内軟式野球大会が芦屋・打出浜の海技専門学校であった。この時に野球好きの生徒12、3人が集まって「野球部を創ろう」と話が持ち上がり、中心となったのは4年生で、創部後主将に就任する橋本修三であった。有本は橋本と共に社会科教諭で体育も指導していた岸仁に部長を依頼したが、職員会議では「腹が減るのに運動でもあるまい」との意見が多数あったが、難産の末に承認された。空襲で校舎は全焼しており、グラウンドもなかったため、宮川小、本山第一小などを間借りして練習を始めた。
明けて1946年2月2日に初の対外試合が実現したが、相手は第5回夏の甲子園（1919年）優勝の名門・神戸一中であり、橋本の兄・哲二が戦前、一中のマネジャーをしていた縁があった。氷雨降る寒い日にグラウンドに着くと、「どうぞあちらの部屋で着替えてください」と言われた。芦屋中は通学で着る菜っ葉服に運動靴であったが、恥ずかしさをこらえ、橋本は「いえ、着替えはいりません。ユニホームがないのです。ミットもマスクもありません。すみませんが、貸してください」と答えた。硬球を打つのもこの日が初めてであり、1-4で敗れたが、有本は「こんな相手と試合をしてくれるのかと思ったが、いい試合ができた」と感じた。この試合後、練習場は主に六甲山の中腹にある兵庫師範学校グラウンドを使っていた。放課後、阪急御影駅で降りて急な坂道を上ったが、毎日毎日、下駄履きで通った。運動靴を履いている者など少なかったため、道中で鼻緒が切れるので、裸足になった。練習の行き帰りには精肉店も商う竹園旅館でコロッケを買って食べた。硬球は三宮の闇市や古道具店からかき集めたが、有本は戦前、阪神甲子園球場のすぐ近くに住んでおり、球場によく通っていた。グラウンドキーパーの米田長次や藤本治一郎やプロ野球関係者に顔が利いた。大阪や中日、巨人からボールやバットを譲ってもらった。
部員の岸本一司が家同士の付き合いがあった大阪城東商出身の石田良雄がコーチに就くが、石田は後に太陽ロビンス入りする外野手であった。石田は投手の有本に「ボールをわしづかみにして放ってみろ」と指導し、有本はチェンジアップとなって空振りが取れた。カーブを教えてくれたのは当時、現役の真田重蔵であった。芦屋駅前で保険屋をしていた田鎖という人物が球団の事務局長のようなことをしていて、そんな関係から、真田や藤井勇らが指導にきてくれた。真田は「カーブは親指の横腹で投げろ」と指導し、授業中、親指の皮を強くしようと机の角で叩いて、教師からよく叱られた。少年時代の壁当ても役に立ったのか、真田は「お前はコントロールがいい」と褒めてくれた。
練習場の兵庫師範のグラウンドではサッカーのゴールに網を掛けてバックネットにしていたが、ある日、捕手の中村進が網掛けの作業中、クロスバーから転落し、左腕を骨折。代役の捕手は怖いと皆、尻込みし、二塁へ届く者もいなかったため、野球部を創ろうと呼びかけた責任からを橋本が代役を買って出た。橋本は捕手では不利な左投げであったが、元町の闇市で進駐軍下がりのミット（むろん右投げ用）を買い、中の綿やパンを詰め替えて作り直し、右手にはめた。こうして身長160cm、後に「少年投手」と呼ばれる有本と、180cmの長身、左利きの捕手・橋本のバッテリーが誕生する。
夏の甲子園兵庫大会1回戦は7月24日の尼崎中戦（明石）で逆転の8-2で破ると、2回戦は機械工業に大勝。準々決勝で春先の練習試合では1-20と大敗していた灘中と対戦したが、第4試合で午後5時半に始まった試合では芦屋の打棒が爆発し、5回表まで12-0と大差を付けた。裏の相手攻撃を2点までに抑えれば10点差で5回コールド勝ちであったが、安打、四球に失策がからんで一挙に12点も取られた。何とか同点で止まったが、6回は両軍無得点に終わり、7回表に3点を挙げ、裏を0に封じると、日没コールドとなって、15-12の乱戦をものにした。翌日の準決勝の相手は戦前、全国大会に春夏通算12回出場、1923年には優勝している甲陽中であり、誰もが甲陽中の勝利を予想していた。
試合では芦屋が3点を先取し、1点差まで迫られた8回表、2死三塁からの難しいゴロを遊撃手・太田賢輔が一塁に送球。間一髪アウトの微妙な判定でピンチを救い、その裏3点を挙げて6-2で逃げ切った。試合終了直後には甲陽中側から数人が飛び出し、一塁塁審に殴りかかった。球審にも飛びかかり、シャツを破くなど、敗戦に納得いかない甲陽中応援団が荒れていた。芦屋の選手たちは試合後、明石公園球場の外にいくつかあった戦時中の防空壕に隠れた。荒っぽい連中も多く、球場から明石駅まで行けない状態であったが、壕の足元には水がたまっていてヤブ蚊に刺された中に、鳴尾小学校の同窓であった者がいて、外から“有本だけは勘弁してやれ”という声が聞こえてきたが、暴動が収まるまで約1時間も隠れ、何とか脱出した。決勝進出を決めたこの日の夜、選手たちは有本の家に集まり、すき焼きパーティーを開いた。主将・橋本は少しアルコールの入った部長の岸に「先生先生。もしもですよ。笑ってはいけませんよ。もしも明日勝って優勝したら、先生どうします」と問いかけると、岸は「合宿さしてやろう」と答えた。選手たちは箸を持ったまま「まかしとき!」と、既に優勝合宿を思い描いていた。8月1日の決勝は戦前、春夏各1度の全国制覇の経験がある関西学院中との対戦であったが、強力チームほど有本のカーブ、チェンジアップは有効のようで、三塁ゴロが目立った。三塁手・森越迪夫の好捕好送球で応えた。5安打完封、4-0で本当に勝ってしまった。7月15日に完成したばかりの校歌を歌い、感激に浸った。
創部10ヶ月の新興チームが準々決勝は日没コールドに救われ、準決勝、決勝と全国優勝の経験がある名門校を連破しての快挙であった。岸が約束した合宿は優勝から中1日を挟んで8月3日が集合日となった。身支度をして宿泊先の本山二小の作法室に集まり、1日8時間の練習計画が告げられた。翌日、練習場の甲南中グラウンドに行くと、コーチの石田はもちろん、慶大の現役選手であった松尾俊治ら臨時コーチが並んでいた。後に毎日新聞記者、日本野球連盟参与などを務める松尾は自身も捕手であったため、不利な左投げ捕手の代役を探したが、有本は「捕手をかえないでください」「ずっとこれでやってきたし、橋本さんのリードの方が投げやすい」と主張。そのまま全国大会に臨むことになったが、松尾は「この橋本君は闘志満々、素晴らしい根性の持ち主で、チームをぐいぐい引っ張っていた」と主将のリーダーシップを讃えている。
戦後初となった夏の選手権は、終戦から1年後の8月15日、西宮球場で開幕した。甲子園は進駐軍が接収しており使えなかった。芦屋中は開幕日の第3試合に登場し、相手は高知県から初めて全国大会に出場する四国代表の城東中であった。大舞台での緊張か、合宿の疲労か、守備陣は9失策をおかし、制球のいい有本も7四球と乱れ、ランニング本塁打も浴びた。打線も前田祐吉に9三振を喫するなど、2-6の完敗であった。飛田穂洲は朝日新聞の戦評で創部間もない芦屋中に「大会初出場にして兵庫の代表権を獲得した奮闘ぶりは、たとひこの試合を失ったにせよ賞するに値する」と賛辞を贈り、再来を「待っている」と期待した。
学制改革で新制高校2年となった1948年、夏の選手権に出場するが、1回戦でエース西村修を擁する桐蔭高に敗れる。1949年の春の選抜は順調に勝ち進み、準決勝では小倉高の福嶋一雄に投げ勝ち完封勝利するが、決勝では北野高と延長12回の熱戦の末に4-6で敗退、準優勝にとどまった。同年夏の選手権は準々決勝に進むが、中西太らのいた高松一高に完封負け。
卒業後は1950年に慶應義塾大学へ進学し、同期には花井悠がいた。野球部では二塁手へ転向し、4年次の1953年には主将を務め、東京六大学リーグでは在学中2度の優勝を経験。リーグ通算29試合出場、65打数13安打、打率.200、0本塁打、5打点を記録。
大学卒業後は1954年にスポーツニッポン新聞社へ入社し、プロ野球を中心としたスポーツの取材を実施。在職中の1962年には阪神・藤本定義監督の要請でアメリカへ外国人選手の調査に向かい、ジーン・バッキーを見出だす。これは有本がスポニチ東京本社のアマチュア野球担当であった1962年6月、全日本大学選手権で優勝した法政大学が初の日米大学選手権を米国代表ミシガン大学と争うため、当時珍しい海外特派の指示が下ったが、出国前に阪神から「ハワイにいる投手を見てほしい」と内々に依頼を受けたのが、バッキーであった。藤本とは奇妙な縁があり、1947年9月、神戸・岡本の自宅が火事になった際、近所にいた藤本が真田、ヴィクトル・スタルヒンら選手と駆けつけ、火を消し、家具を運び出してくれた。それ以来、親交があり、佐川直行スカウトを含め、有楽町でよく酒食を共にしていた。バッキーを阪神に売り込んだのは日系人チーム「ハワイ朝日軍」のエンゼル・マエハラ代表であり、バッキーは独立リーグ「ハワイ・アイランダース」を解雇され、朝日軍にいた。シーズン中で当時は遠い異国の地でどんな投手かも分からなかったが、佐川は「投手は前後左右、四方から見るべき」と指示をくれた。場所はオアフ島の空き地のような公園で、バッキーの投球を40球ほど見たが、朝日軍のチームメイトであったマサ・シンタニは捕れなかった。長身からの速球にナックルボールがおかしな変化をしたが、有本一人では自信がなく、同行願った法大・田丸仁監督と「これは使える」と意見が一致。阪神に「キワメテロウホウ」（極めて朗報）と電報を打ち、阪神はバッキーを呼び寄せた。特ダネではあったが、阪神との約束で記事にはしなかった。7月18日に来日したバッキーを羽田空港で出迎え、再会を喜び合い、テストを受け晴れて入団となった。
1960年代にはNETテレビの東京六大学野球中継に解説者として出演し、1970年代あたりからは、東京12チャンネル・ラジオ関東・TBSラジオのプロ野球中継解説者も務めるようになる。記者や解説者として活躍する傍ら、三菱重工長崎や本田技研、高校野球部などを指導。法大を卒業した黒田正宏を本田技研に誘い、入社させている。
1992年にはプロ野球記者としての取材活動の集大成として『プロ野球三国志』をスポニチ紙上に執筆し、毎日新聞社から単行本が出版された。
1993年には取材を通して深い信頼関係にあった根本陸夫監督に「座って（チームを）見ていてくれたら、それでいいから」と誘われ、プロ選手経験のないまま、福岡ダイエーホークス二軍監督に就任。前年、当時西武のフロントで、翌年から一軍監督としてダイエーを率いることが決まっていた根本に誘われ、その誘いに有本は断れるはずもなく、会話は30秒ほどで決着。就任後3年間の背番号は「71」であったが、アマチュア時代はそもそも背番号が存在しなかったため、71は野球人生、最初で最後の背番号となった。
1年目の1993年は、春先に3年目の内之倉隆志を三塁手から捕手へコンバート。最初は拒否されたが、有本は引かなかった。有本にとって内之倉は特に思い入れのある選手であり、高知キャンプで初采配となった西武との練習試合に勝利した際、記念すべき試合で2本塁打をマークしたのが内之倉であった。そんな選手に断を下すのは容易ではなかったが、有本の説得に内之倉は腹を括り、その後用具メーカーにプロテクター、レガース、ミットを注文した。
ウエスタン・リーグ開幕後の阪神戦（甲子園）では2試合の一つを甲子園出場組、もう一つを不出場組で臨む。甲子園出場組では「桜島打線」と呼ばれた鹿実で春夏通算4本塁打を放った内之倉を3番、福岡第一3年夏に準優勝した「九州のバース」こと5年目の山之内健一を4番で起用。2人とも「甲子園のスター」として入団しながら、一軍とは程遠い二軍暮らしを続けていたが、その試合で山之内は高校時代を彷彿とさせるような右翼席最上段への推定飛距離150mの特大弾を放ち、有本をはじめコーチや選手を驚かせた。試合前のミーティングでは「君たちは何で野球を始めたんだ?プロになるため?せっかくその世界に入ったんだから、二軍にいたって仕方がない。二軍ではお金にはならない。甲子園でプレーすることで新鮮な気持ちを取り戻して、一軍に挑戦するための一つの試合と捉えてほしい」と伝えた。
3年間の指導では遠征の際、若手選手に自分で切符を買わせて移動させるなど社会人教育も徹底した。試合後は必ず観客席に向かって全員で一列に並んで挨拶させ、「ファンあってのプロ野球」を実践。1995年退任。

## 著書
- 野球のコツ教えます 明日からうまくなる新理論

1974年、スポーツニッポン新聞社より発行。
- ザ・草野球

1981年4月、スポニチ出版より発行。ISBN 4790309053
- プロ野球三国志

1992年7月、毎日新聞社より発行。ISBN 4620308714

## 出演番組
解説者として出演していた野球中継番組
- 東京六大学野球中継（NETテレビ。1960年代頃）
- 選抜高等学校野球大会中継（毎日放送、1960年代から70年代初期。NETテレビ・東京12チャンネルなどにネット）
- ベースボールLive（東京12チャンネル=現：テレビ東京。1970年代前半頃。タイトルは2016年以降のもの）
- ラジオ日本ジャイアンツナイター（RFラジオ日本。ラジオ関東時代の1970年代中頃から2007年まで出演）
- TBSエキサイトナイター（TBSラジオ。1979年 - 1981年）

スポーツ情報番組
- スポーツTODAY（テレビ東京。1990年代前半頃、青田昇・豊田泰光・ダンカンらとともに「月曜スポーツ討論会」という討論コーナーに出演）

## 詳細情報

### 背番号
- 71（1993年 - 1995年）